# Friedrich Carl Michael Grosholz
Friedrich Carl Michael Grosholz (* 19. Juli 1810 in Weitersborn; † 17. Januar 1888 in Vilbel) war ein deutscher Geometer und Unternehmer.

## Biografie
Grosholz wurde 1810 als Sohn des Weitersborner Revierförsters Friedrich Grosholz geboren. Er machte zunächst eine Ausbildung in Fürfeld zum Geometer und legte 1835 erfolgreich die Prüfung ab. Am 24. Januar 1837 erhielt er sein Patent als Geometer I. Klasse in Bingen am Rhein und am 9. Dezember 1847 für Friedberg. Durch eine Anstellung zum Katastergeometer kam er nach Vilbel, wo er sesshaft wurde.
Die guten Einkünfte aus der Tätigkeit als Vermesser investierte er zunächst in eine Nudelfabrik, die sich im Laufe der Zeit zu einem Spezereiengeschäft weiterentwickelte. Berühmt wurde Grosholz durch die Vermarktung der auf seinem Anwesen entspringenden Mineralquelle, die später als Luisen-Brunnen die Urzelle der Bad Vilbeler Mineralquellen bildet.
Friedrich Carl Michael Grosholz starb am 17. Januar 1888 in Vilbel durch einen Schlaganfall.